# Palais de Glace (Buenos Aires)

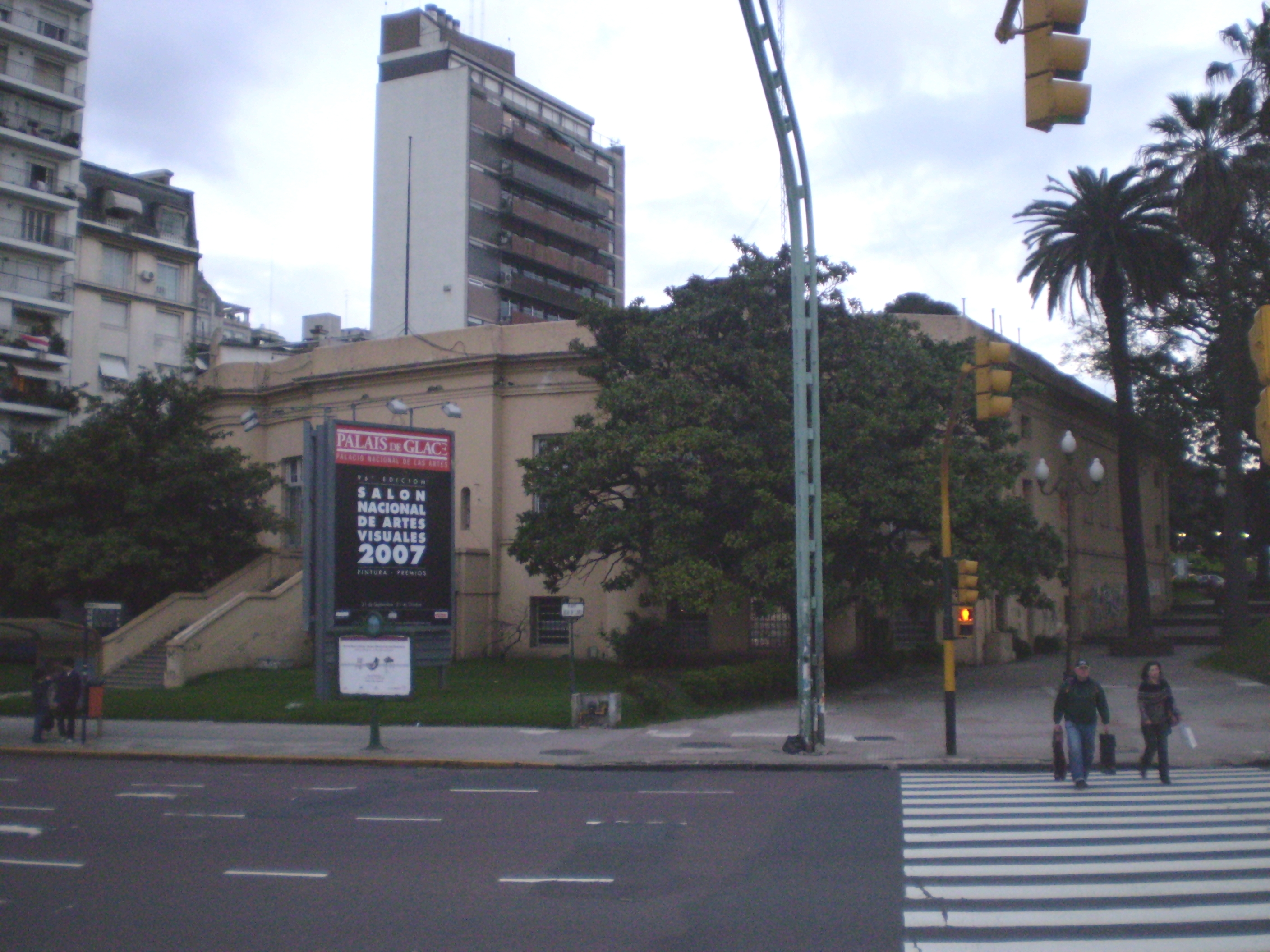
Palais de Glace, Buenos Aires

Le palais de Glace ou Palacio Nacional de las Artes (Palais national des Arts) est un centre d'expositions situé dans le quartier de Recoleta de la ville de Buenos Aires, capitale de l'Argentine. 
Il fut inauguré en 1910 pour héberger une piste de glace de 21 mètres de diamètre, comme partie d'un club réunissant quelques familles aisées de la ville. Ultérieurement, il fut converti en salle de danse, par où passèrent bien des grands orchestres de tango de la décennie 1920. En 1931 la municipalité de la ville céda la propriété au ministère de l'Éducation et de la Justice, qui le convertit en siège de la Direction nationale des Beaux-Arts. En 1954, la demeure fut utilisée comme studio annexe du Canal 7 argentin. Depuis 1960, il sert de centre d'expositions.
Entre 1979 et 1982, le Palais de Glace a de nouveau été rénové et on a ajouté une mezzanine, avec l'architecte Clorindo Testa.
En 2004 un décret présidentiel a déclaré cet édifice monument historique national.
En 2012, il a été reconnu par la Fondation Konex pour sa contribution aux arts visuels de l'Argentine.